# Jaroslav Tříska
Jaroslav Tříska (15. září 1909 – ?) byl český a československý politik a poúnorový bezpartijní poslanec Národního shromáždění ČSSR a Sněmovny lidu Federálního shromáždění.

## Biografie
K roku 1968 se zmiňuje coby slévač z volebního obvodu Sokolov.
Ve volbách roku 1964 byl zvolen do Národního shromáždění ČSSR za Západočeský kraj jako bezpartijní kandidát. V Národním shromáždění zasedal až do konce volebního období parlamentu v roce 1968.
Po federalizaci Československa usedl roku 1969 do Sněmovny lidu Federálního shromáždění (volební obvod Sokolov), kde setrval konce volebního období parlamentu, tedy do voleb roku 1971.